# Jugon (plaats)
Jugon (Bretons: Lanyugon) is een plaats en voormalige gemeente in de Franse gemeente Jugon-les-Lacs in het departement Côtes-d'Armor in de regio Bretagne.

## Geschiedenis
Van 1793 tot 1973 was Jugon een autonome gemeente. Op 1 april 1973 fuseerden de gemeenten Jugon, Lescouët-Jugon en Saint-Igneuc tot de gemeente Jugon-les-Lacs.

## Geboren in Jugon
- Jan I van Châtillon

Dolo · Jugon · Lescouët-Jugon · Saint-Igneuc